# Су Имин
Су Имин (кит. 苏翊鸣; род. 18 февраля 2004, Гирин, Гирин) ― китайский сноубордист, олимпийский чемпион 2022 года, серебряный призёр зимних Олимпийских игр 2022 в слоупстайле, серебряный призёр чемпионата мира 2025 года. 

## Биография
Родился 18 февраля 2004 года в городе Гирин (провинция Гирин, Китай).
Выиграв этап Кубка мира по сноуборду FIS 2021–2022 годов на горнолыжном курорте Steamboat 4 декабря 2021 года, он стал первым китайским сноубордистом, занявшим подиум Кубка мира. 
Су признан первым сноубордистом, успешно завершившим и приземлившимся в воздухе на 1980 градусов.

### Зимняя Олимпиада 2022
Су Имин на зимних Олимпийских играх 2022 года в Пекине стал единственным спортсменом, достигшим высоты 1800 градусов в мужском слоупстайле, выиграв серебряную медаль, что сделало его вторым китайским спортсменом после Лю Цзяюй, выигравшим олимпийскую медаль по сноуборду.